# Бетон (Марна)
Бетон (фр. Bethon) насеље је и општина у североисточној Француској у региону Шампањ-Арден, у департману Марна која припада префектури Еперне.
По подацима из 2011. године у општини је живело 284 становника, а густина насељености је износила 18,65 становника/km². Општина се простире на површини од 15,23 km². Налази се на средњој надморској висини од 170 метара.

## Демографија
| 1962. | 1968. | 1975. | 1982. | 1990. | 1999. | 2011. |
| ----- | ----- | ----- | ----- | ----- | ----- | ----- |
| 285   | 319   | 300   | 296   | 291   | 274   | 284   |

График промене броја становника у току последњих година